# Australia Station
L'Australia Station era un comando navale britannico e successivamente australiano responsabile delle acque che circondano l'Australia. A capo dell'Australia Station vi era un "Comandante dell'Australia Station", il cui grado variava secondo il periodo.

## Storia

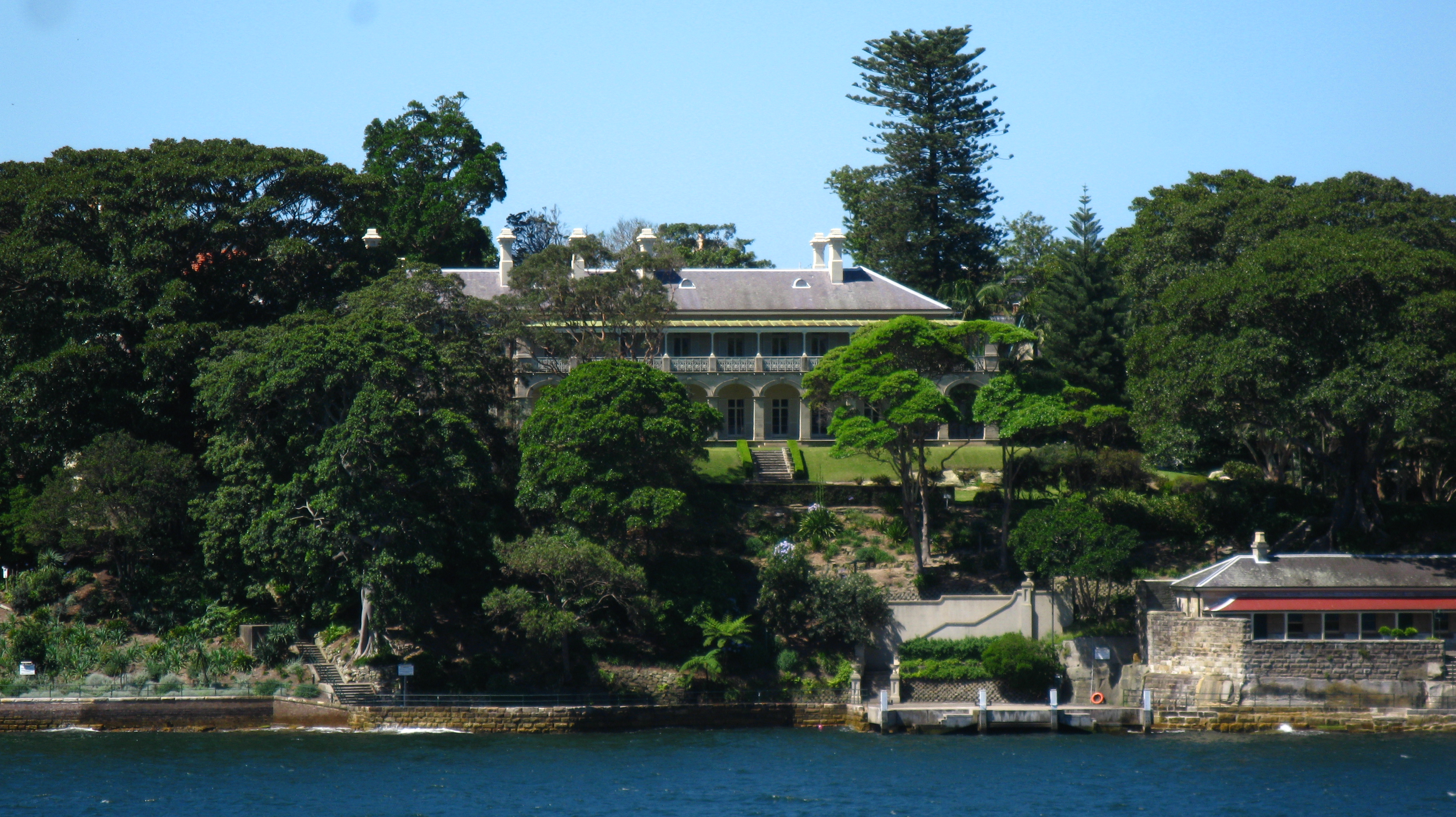
Admiralty House, Sydney, residenza del Comandante in Capo dell'Australian Squadron della Marina britannica dal 1885 al 1913

Negli anni che seguirono l'insediamento della colonia britannica del Nuovo Galles del Sud nel 1788, navi della Marina britannica stazionavano nelle acque australiane formando parte dello Squadrone delle Indie Orientali e passarono sotto il comando della East Indies Station. Dagli anni 1820, veniva inviata annualmente dalla Gran Bretagna una nave nel Nuovo Galles del Sud e occasionalmente nella Nuova Zelanda.
Nel 1848, fu fondata una Divisione australiana della East Indies Station,  nel 1859 l'Ammiragliato britannico istituì un comando indipendente, l'Australia Station, agli ordini di un commodoro cui fu assegnato il titolo di Comandante in Capo dell'Australia Station.. Fu creato lo Squadrone Australiano, al quale vennero assegnate le navi che prestavano servizio presso l'Australia Station. I cambiamenti ebbero luogo in parte a causa del riconoscimento che di fatto un'ampia parte dell'East Indies Station era stata distaccata nelle acque australiane, e anche come riflesso dell'andamento della situazione strategica nel Pacifico Orientale in generale e in Tahiti e nella Nuova Zelanda in particolare. Nel 1884, il comandante dell'Australia Station fu innalzato al rango di retroammiraglio..
Al momento della sua istituzione, l'Australia Station comprendeva Australia e Nuova Zelanda, avendo i suoi confini orientali nelle isole Samoa e Tonga, la punta occidentale nell'Oceano Indiano, a sud dell'India, e quella meridionale sul Circolo Polare Antartico. I confini furono modificati tre volte, rispettivamente negli anni 1864, 1872 e 1893. Al momento della massima estensione della sua competenza territoriale, l'asse nord-sud si estendeva dall'Equatore all'Antartico e ricopriva un quarto dell'Emisfero Meridionale nella dimensione estrema est-ovest, includendo Papua Nuova Guinea, Nuova Zelanda, Melanesia e Polinesia.
Il 1º gennaio 1901, l'Australia divenne una federazione di sei Stati, come Commonwealth of Australia, che incorporò le forze della difesa di tutti i suoi Stati. Nel marzo 1901, il Commonwealth incorporò tutte le marine coloniali per formare la Marina Reale Australiana. I governi australiano e neozelandese concordarono con il governo imperiale nel collaborare a fondare lo Squadrone della Marina Reale Australiana, mentre l'Ammiragliato s'incaricò di mantenere lo Squadrone a un livello costante di organico. Nel 1902, il comandante dell'Australia Station fu elevato al grado di viceammiraglio. I confini furono nuovamente modificati nel 1908. Il 10 luglio 1911, il re Giorgio V attribuì al CNF il titolo di Marina Reale Australiana.
Lo Squadrone australiano fu smantellato nel 1911 e l'Australia Station passò alle Forze Navali del Commonwealth. La Station fu limitata a coprire l'Australia e le sue isole a nord ed est, escludendo la Nuova Zelanda e i suoi dintorni, che divennero parte della China Station e vennero denominate Forze Navali della Nuova Zelanda. Nel 1913, La Marina Reale Australiana passò sotto il comando dell'Australia, e la responsabilità per la ridotta Australian Station passò alla nuova RAN. La Royal Navy's Australia Station ebbe termine nel 1913 e la responsabilità passò alla Marina Reale Australiana e ai suoi depositi in Sydney, docks e strutture furono "donati" al Commonwealth dell'Australia. La Royal Navy continuò a sostenere la RAN e fornì ulteriori strumenti di difesa alla Flotta d'alto mare nel Pacifico fino ai primi anni della II guerra mondiale.
Nel 1921, fu formata una Nuova Zelanda Station separata, e le Forze Navali della Nuova Zelanda furono rinominate Divisione Neozelandese della Marina Reale. Nel 1958, l'Australian Station fu nuovamente ridisegnata, includendovi la Papua New Guinea.

## Comandanti in Capo dell'Australia Station
Quello che segue è l'elenco degli ufficiali della Royal Navy che occuparono la posizione di Comandante in Capo dell'Australia Station:
| Grado                                 | Nome                                      | Dal               | Al                |
| ------------------------------------- | ----------------------------------------- | ----------------- | ----------------- |
| Comandante in Capo, Australia Station |                                           |                   |                   |
| Commodoro                             | William Loring                            | 26 marzo 1859     | 10 marzo 1860     |
| Commodoro                             | Beauchamp Seymour, 1º Barone Alcester, CB | 10 marzo 1860     | 21 luglio 1862    |
| Commodoro                             | William Burnett, CB                       | 21 luglio 1862    | 7 febbraio 1863   |
| Commodoro                             | Sir William Wiseman, Bt. CB               | 20 aprile 1863    | 23 maggio 1866    |
| Commodoro                             | Rochfort Maguire                          | 23 maggio 1866    | 28 maggio 1867    |
| Commodoro                             | Rowley Lambert, CB                        | 28 maggio 1867    | 8 aprile 1870     |
| Commodoro                             | Frederick Stirling                        | 8 aprile 1870     | 22 maggio 1873    |
| Commodoro                             | James Goodenough, CB, CMG                 | 22 maggio 1873    | 20 agosto 1875    |
| Commodoro                             | Anthony Hoskins, CB                       | 7 settembre 1875  | 12 settembre 1878 |
| Commodoro                             | John Wilson                               | 12 settembre 1878 | 21 gennaio 1882   |
| Commodoro                             | James Erskine                             | 21 Gennaio 1882   | 12 novembre 1884  |
| Contrammiraglio                       | Sir George Tryon, KCB                     | 12 novembre 1884  | 1º febbraio 1887  |
| Contrammiraglio                       | Henry Fairfax                             | 1º febbraio 1887  | 10 settembre 1889 |
| Contrammiraglio                       | The Hon. Lord Charles Scott, CB           | 10 settembre 1889 | 12 settembre 1892 |
| Contrammiraglio                       | Nathaniel Bowden-Smith                    | 12 settembre 1892 | 1º novembre 1894  |
| Contrammiraglio                       | Cyprian Bridge                            | 1º novembre 1894  | 1º novembre 1897  |
| Contrammiraglio                       | Hugo Pearson                              | 1º novembre 1898  | 1º ottobre 1900   |
| Contrammiraglio                       | Lewis Beaumont                            | 1º ottobre 1900   | 10 novembre 1902  |
| Viceammiraglio                        | Sir Arthur Fanshawe, KCMG                 | 10 novembre 1902  | 10 settembre 1905 |
| Viceammiraglio                        | Sir Wilmot Fawkes, KCB, KCVO              | 10 settembre 1905 | 31 dicembre 1907  |
| Viceammiraglio                        | Sir Richard Poore, Bt. KCB, CVO           | 31 dicembre 1907  | 31 dicembre 1910  |
| Viceammiraglio                        | Sir George King-Hall, KCB, CVO            | 31 dicembre 1910  | 23 giugno 1913    |

## Elenco delle navi assegnate alla Stazione
Quello che segue è l'elenco delle navi assegnate alla stazione dal 1859 e il 1913. Lo Squadrone australiano fu rimpiazzato dalla flotta della Marina Reale Australiana quando la flotta si ancorò nel Porto di Sydney il 4 ottobre 1913.
| Nave             | Data arrivo       | Data partenza    | Notes |
| ---------------- | ----------------- | ---------------- | --- |
| HMS Iris         | 25 marzo 1859     | 1861             | Nave ammiraglia dal 25 marzo 1859 fino al 10 marzo 1860. Intraprese le operazioni durante la Prima Guerra di Taranaki in Nuova Zelanda. |
| HMS Niger        | 25 marzo 1859     | 1860             | Intraprese le operazioni durante la Prima Guerra di Taranaki. |
| HMS Pelorus      | maggio 1859       | luglio 1862      | Nave ammiraglia dal 10 marzo 1859 fino al luglio 1862. Intraprese le operazioni durante la Prima Guerra di Taranaki. |
| HMS Fawn         | 30 ottobre 1859   | 11 aprile 1863   | |
| HMS Bramble      | 1859              | maggio 1859      | Nave appoggio allo Squadrone. |
| HMS Cordelia     | 1859              | dicembre 1860    | Intraprese le operazioni durante la Prima Guerra di Taranaki. |
| HMS Elk          | 1859              | 1860             | Intraprese le operazioni durante la Prima Guerra di Taranaki. |
| HMS Harrier      | dicembre 1860     | settembre 1864   | Partecipò alle operazioni di salvataggio quando la HMS Orpheus naufragò nel Manukau Harbour, Nuova Zelanda, e fu anche arenata ma poi disincagliata. Intraprese le operazioni durante l'invasione del Waikato e anche la Campagna Tauranga in Nuova Zelanda.                                                              |
| HMS Miranda      | dicembre 1860     | settembre 1864   | Intraprese le operazioni durante l'invasione del Waikato e anche la Campagna Tauranga in Nuova Zelanda. |
| HMS Pioneer      | marzo 1862        | 1863             | |
| HMS Orpheus      | luglio 1862       | 7 febbraio 1863  | Nave ammiraglia dal luglio 1862 fino al 7 febbraio 1863. Affondò nel porto di Manukau causando la perdita di 189 marinai, incluso il Comandante in capo dell'Australia Station Commodoro William Farquharson Burnett. 70 marinai sopravvissero.                                                                           |
| HMS Beatrice     | settembre 1862    | 1880             | Posseduta congiuntamente dalla Royal Navy e dalla Colonia dell'Australia Meridionale fino a che fu acquistata completamente dall'Australia Meridionale nel 1880. Condusse operazioni di sorveglianza intorno all'Australia Settentrionale.                                                                                |
| HMS Eclipse      | novembre 1862     | 1866             | Intraprese le operazioni durante l'invasione del Waikato e anche la Campagna Tauranga. |
| HMS Curacoa      | 20 aprile 1863    | 1866             | Nave ammiraglia dal 20 aprile 1863 fino al maggio 1866. Intraprese le operazioni durante l'Invasione del Waikato e anche la Campagna Tauranga. |
| HMS Hecate       | giugno 1863       | 1864             | Condusse operazioni di sorveglianza di Botany Bay, del Golfo di Moreton e del fiume Brisbane. |
| HMS Esk          | luglio 1863       | 2 luglio 1867    | Intraprese le operazioni durante l'invasione del Waikato e anche la Campagna Tauranga. |
| HMS Falcon       | dicembre 1863     | novembre 1867    | Intraprese le operazioni durante l'invasione del Waikato e anche la Campagna Tauranga. |
| HMS Salamander   | febbraio 1864     | 4 luglio 1867    | Condusse operazioni di sorveglianza lungo la Grande barriera corallina e dal Promontorio di Wilson alla Baia di Port Phillip. |
| HMS Brisk        | ottobre 1864      | 1868             | Fornì la scorta per operazioni durante la seconda guerra di Taranaki, Nuova Zelanda. |
| HMS Challenger   | maggio 1866       | 1870             | Nave ammiraglia dal maggio 1866 al 3 settembre 1870. Condusse un'operazione punitiva nel 1866 contro alcuni abitanti delle Isole Figi. |
| HMS Virago       | 30 novembre 1866  | 28 giugno 1871   | Condusse operazioni di sorveglianza lungo la Grande barriera corallina, il Queensland, l'Isola Norfolk e la Nuova Zelanda. |
| HMS Charybdis    | marzo 1867        | novembre 1868    | |
| HMS Rosario      | novembre 1867     | 1875             | Effettuò operazioni contro la cattura degli indigeni nel Pacifico Meridionale. |
| HMS Blanche      | gennaio 1868      | 1875             | Intraprese un'operazione punitiva nel 1869 contro alcuni nativi delle Isole Salomone. Condusse operazioni di sorveglianza del porto di Rabaul. |
| HMS Clio         | 17 aprile 1870    | 16 ottobre 1873  | Nave ammiraglia dal 3 settembre 1870 al 17 settembre 1873. Finì contro una barriera corallina e subì una falla nel fiordo di Bligh Sound, Nuova Zelanda, nel 1871 e fu quindi riparata. |
| HMS Basilisk     | marzo 1871        | 1874             | Intraprese operazioni di sorveglianza intorno alla Nuova Guinea orientale al comando del capitano John Moresby. Intraprese operazioni anti-blackbirding nel Pacifico meridionale. |
| HMS Cossack      | settembre 1871    | ottobre 1873     | |
| HMS Dido         | 1871              | 1875             | Si arenò a Hobart, Tasmania nel 1875 ma fu poi disincagliata. |
| HMS Pearl        | 22 maggio 1873    | 1875             | Nave ammiraglia dal 17 settembre 1873 fino al 7 settembre 1875. Il suo comandante in capo, Commodoro James Graham Goodenough e due marinai morirono a causa di frecce avvelenate lanciate dai nativi delle isole di Santa Cruz nel 1875.                                                                                  |
| HMS Conflict     | agosto 1873       | 1882             | Costruita da John Cuthbert, Sydney. Intraprese operazioni di anti-blackbirding nel Pacifico meridionale. Nel 1879 intraprese operazioni punitive contro alcuni nativi delle Isole Salomone. |
| HMS Alacrity     | 1873              | 1882             | Costruita a Sydney con il nome di Ethel. Intraprese operazioni di sorveglianza intorno alle isole Figi e Salomone. Venduta alla colonia del Nuovo Galles del Sud, fu utilizzata come deposito di polvere da sparo. |
| HMS Beagle       | 1873              | marzo 1883       | Costruita da John Cuthbert, Darling Harbour, Sydney. Intraprese operazioni di anti-blackbirding nel Pacifico meridionale. Nel 1879 intraprese operazioni punitive contro alcuni nativi delle Isole Salomone. |
| HMS Renard       | 1873              |                  | Costruita da John Cuthbert nel marzo 1883, Sydney. Intraprese operazioni di anti-blackbirding nel Pacifico meridionale. Intraprese operazioni di sorveglianza intorno alle isole Figi e alle Isole Russell. |
| HMS Sandfly      | 1873              | 1883             | Costruita da John Cuthbert, Sydney. Intraprese operazioni di anti-blackbirding nel Pacifico meridionale. Intraprese operazioni di sorveglianza intorno alle isole Salomone e alla Nuova Guinea. L'ufficiale al comando, tenente Bower, e tre marinai furono uccisi dai nativi sull'Isola Mandolina, vicino a Guadalcanal. |
| HMS Barracouta   | agosto 1874       | luglio 1876      | Partecipò alle Operazioni sulle isole Samoa nel 1876. |
| HMS Sappho       | dicembre 1874     | agosto 1878      | |
| HMS Nymphe       | marzo 1875        | novembre 1878    | |
| HMS Sapphire     | marzo 1875        | luglio 1879      | |
| HMS Wolverine    | 7 settembre 1875  | gennaio 1882     | Nave ammiraglia dal 7 settembre 1875 fino al 21 gennaio 1882. Fu venduta alla Colonia del Nuovo Galles del Sud e divenne nave-scuola. |
| HMS Emerald      | settembre 1878    | ottobre 1881     | Intraprese l'azione punitiva contro i nativi che avevano ucciso il comandante della HMS Sandfly. |
| HMS Cormorant    | 1878              | 1882             | Partecipò all'azione punitiva contro i nativi che avevano ucciso il comandante della HMS Sandfly. |
| HMS Danae        | 1878              | agosto 1880      | |
| HMS Miranda      | settembre 1880    | maggio 1886      | |
| HMS Alert        | 1880              | 1882             | |
| HMS Meda         | 1880              | 1886             | Effettuò opera di sorveglianza lungo l'Australia del Nordovest. Venne venduta nel 1887 alla Colonia dell'Australia Occidentale. |
| HMS Diamond      | ottobre 1881      | agosto 1888      | |
| HMS Espiegle     | novembre 1881     | marzo 1885       | |
| HMS Nelson       | 21 gennaio 1882   | 3 settembre 1888 | Nave ammiraglia dal 21 gennaio 1882 fino al 1888. |
| HMS Lark         | 1882              | 1886             | |
| HMS Raven        | 25 aprile 1883    | ottobre 1890     | |
| HMS Harrier      | settembre 1883    | 1888             | |
| HMS Undine       | settembre 1883    | 1888             | |
| HMS Swinger      | 2 ottobre 1883    | agosto 1891      | |
| HMS Dart         | 1883              | 1904             | |
| HMS Paluma       | 1884              | 1895             | Costruita per la Colonia del Queensland, entrò a far parte nella Royal Navy in prestito. Fu restituita al Queensland nel 1895 e rinominata HMQS Paluma. |
| HMS Myrmidon     | 14 marzo 1885     | 1888             | Effettuò opera di sorveglianza lungo l'Australia settentrionale, Darwin e lo Stretto di Bass. |
| HMS Opal         | marzo 1885        | 11 maggio 1890   | |
| HMS Rapid        | luglio 1886       | 1º dicembre 1897 | |
| HMS Flying Fish  | 1886              | 1866             | |
| HMS Calliope     | settembre 1887    | ottobre 1889     | Partecipò nel 1889 al conflitto nelle Samoa. |
| HMS Egeria       | 1887              | 1894             | Effettuò opera di sorveglianza intorno alle isole del Pacifico Occidentale ed Hobart. |
| HMS Royalist     | maggio 1888       | giugno 1899      | Fu inviata alle Isole Gilbert e il 27 maggio 1892 le isole furono proclamate protettorato britannico. Partecipò nel 1899 alla Seconda guerra civile delle isole Samoa. |
| HMS Orlando      | 1º settembre 1888 | 1898             | Nave ammiraglia dal 1º settembre 1888 fino al novembre 1897. |
| HMS Lizard       | gennaio 1889      | 1904             | Partecipò ai combattimenti durante la Ribellione dei Boxer nel 1900. |
| HMS Rambler      | ottobre 1889      | 1890             | Effettuò opera di sorveglianza lungo la costa Nordoccidentale dell'Australia. |
| HMS Penguin      | 14 gennaio 1890   | 1888             | Intraprese opera di sorveglianza lungo le isole del Pacifico Occidentale, della Nuova Zelanda e lungo la grande barriera corallina. Fu trasferita per servizio nel porto di Sydney prima di essere inserita nel RAN come HMAS Penguin, una nave di deposito.                                                              |
| HMS Mildura      | 18 marzo 1890     | 1905             | Parte dello squadrone ausiliario. |
| HMS Goldfinch    | marzo 1890        | agosto 1899      | |
| HMS Cordelia     | 1890              | 1891             | Durante un'esercitazione a fuoco uno dei suoi cannoni esplose uccidendo cinque marinai il 28 giugno 1891. |
| HMS Curacoa      | 1890              | dicembre 1894    | Fu inviata alle Isole Ellice e dal 9 al 16 ottobre 1892 pronunciò una formale dichiarazione su ogni isola che questa doveva essere un protettorato britannico. |
| HMS Tauranga     | 27 gennaio 1891   | 1904             | Parte dello squadrone ausiliario. Partecipò nel 1899 alla Guerra civile della Samoa. |
| HMS Ringarooma   | 3 febbraio 1891   | 1904             | Si arenò sulla scogliera all'Isola Malekula, Nuove Ebridi il 31 agosto 1894 e fu disincagliata da una nave da guerra francese. Parte dello squadrone ausiliario. |
| HMS Katoomba     | 24 marzo 1891     | gennaio 1906     | Parte dello squadrone ausiliario. |
| HMS Wallaroo     | 31 marzo 1891     | gennaio 1906     | Parte dello squadrone ausiliario. Partecipò ai combattimenti durante la Ribellione dei Boxer nel 1900. Una delle sue caldaie esplose il 7 gennaio 1904 uccidendo 4 marinai. |
| HMS Boomerang    | 1891              | 1904             | |
| HMS Karrakatta   | 1891              | 1903             | |
| HMS Ringdove     | 1891              | febbraio 1901    | |
| HMS Pylades      | novembre 1894     | 29 gennaio 1905  | |
| HMS Waterwitch   | 1895              | 1900             | |
| HMS Torch        | febbraio 1897     | 1913             | |
| HMS Royal Arthur | 4 novembre 1897   | 6 aprile 1904    | Nave ammiraglia dal 4 novembre 1897 fino ad aprile 1904. |
| HMS Mohawk       | dicembre 1897     | 1900             | Scortò la Brigata Navale Nuovo Galles del Sud in Cina durante la Ribellione dei Boxer nel 1900. |
| HMS Porpoise     | dicembre 1897     | giugno 1901      | Partecipò nel 1899 alla Seconda Guerra Civile delle Samoa. |
| HMS Archer       | 1900              | dicembre 1901    | |
| HMS Phoebe       | 19 febbraio 1901  | 23 dicembre 1905 | |
| HMS Sparrow      | febbraio 1901     | 1904             | Più tardi assegnata al Dipartimento della Marina della Nuova Zelanda come nave da addestramento con il nome di NZS Amokura nel 1905 |
| HMS Psyche       | 22 settembre 1903 | 1913             | Più tardi assegnata al RAN nel 1915 con il nome di HMAS Psyche. |
| HMS Mutine       | dicembre 1903     | febbraio 1905    | |
| HMS Clio         | 19 gennaio 1904   | 14 aprile 1905   | |
| HMS Cadmus       | 13 aprile 1904    | maggio 1905      | |
| HMS Euryalus     | luglio 1904       | 1905             | Nave ammiraglia dal 26 marzo 1904 al febbraio 1905. |
| HMS Challenger   | 1904              | 1912             | |
| HMS Powerful     | febbraio 1905     | dicembre 1911    | Nave ammiraglia dal 1905 al 1911. |
| HMS Pegasus      | marzo 1905        | marzo 1913       | |
| HMS Pyramus      | 16 settembre 1905 | 1913             | Si arenò su una barriera corallina presso Cooktown il 22 giugno 1907 e fu disincagliata. |
| Pioneer (1899)   | settembre 1905    | 1 marzo 1913     | Commissionata come HMAS Pioneer nel 1913. |
| HMAS Encounter   | dicembre 1905     | 21 giugno 1912   | Commissionata come HMAS Encounter il 1º luglio 1912. |
| HMS Cambrian     | 1905              | 1913             | Nave ammiraglia dal gennaio all'ottobre 1913, ultima nave ammiraglia dell'Australia Station |
| HMS Prometheus   | 1905              | 1913             | |
| HMS Fantome      | 1906              | 1913             | Intraprese opera di sorveglianza lungo le coste settentrionale e orientale dell'Australia e della Nuova Guinea. |
| HMS Sealark      | 1910              | 1913             | Intraprese opera di sorveglianza sullo Stretto di Torres e presso le isole Salomone. |
| HMS Rake         | 30 novembre 1911  | 1º gennaio 1913  | Nave ammiraglia dal 1911 al 1º gennaio 1913. |